# الصليب العسكري
الصليب العسكري (بالإنجليزية: Military Cross، واختصارا: MC) وسام عسكري من المستوى الثالث يُمنح للضباط (ومنذ 1993) لرتب أخرى في القوات المسلحة البريطانية، كما كان يمنح سابقا لضباط في القوات العسكرية الكومنويلثية.
تأسس يوم 28 ديسمبر 1914، أول وسام مُنح يوم 1 يناير 1915 إلى الملازم ج. ف. ه. بروك، (نقيب الموظفين).